# Хронологија ФНРЈ и КПЈ март 1947.
Хронолошки преглед важнијих догађаја везаних за друштвено-политичка дешавања у Федеративној Народној Републици Југославији (ФНРЈ) и деловање Комунистичке партије Југославије (КПЈ), као и општа политичка, друштвена, спортска и културна дешавања која су се догодила у току марта месеца 1947. године.
| ← фебруар · Хронологија ФНРЈ и КПЈ током 1947. године · април → |

### 3. март
- На подручју Народне Републике Србије, од 3. до 9. марта, одржане су среске, градске и рејонске конференција Народног фронта на којима су изабрани делегати за среске извршне одборе Народног фронта. На овим конференцијама бирани су и делегати за окружне конференције, за обласну и покрајинску конференцију, као и делегати за земаљски конгрес Народног фронта Србије.[1]

### 4. март
- У Београду одржан састанак Политбироа ЦК КПЈ са руководством ЦК КП Србије на коме је Благоје Нешковић, секретар ЦК КПС критикован због резервисаности према предлогу петогодишњег плана и опортунизма у остваривању откупа.[2]
- У Загребу обновљен рад Југословенске академије знаности и умјетности (ЈАЗУ), која је основана 1867. године. Академија је наставила рад у складу са савременим потребама, а у складу са циљевима оснивача Јосипа Јураја Штросмајера. Приликом обнове рада, извршена је коопција старих и избор нових чланова, започела израда новог програма и радног плана и изабрано ново руководство академије — председник Андрија Штампар, потпредседник Мирослав Крлежа и генерални секретар Бранимир Гушић (академија је 1991. променила назив у Хрватска академију знаности и умјетности — ХАЗУ).[1]

### 8. март
- Президијум Народне скупштине ФНРЈ донео Указ којим је одузето држављанство свим члановима династије Карађорђевић и конфискована им целокупна имовина. После завршетка рата у Југославији је остао да живи једино принц Ђорђе Карађорђевић, старији син краља Петра I, који је абдицирао 1909. године.[2]
- У Сарајеву Народна скупштина НР Босне и Херцеговине изгласала Закон о избору одборника народних одбора, Закон о проглашењу 27. јула републичким празником народа НР БиХ, Закон о Медицинском факултету, Закон о течајевима за неписмене, Закон о поступању са експроприсаним и конфискованим шумским поседима.[1]

### 9. март
- У Београду Војни суд града Београда осудио на смртну казну стрељањем 9 високих немачких официра за ратне злочине почиње у Југославији, током Другог светског рата. Међу осуђенима су били — генерал-лајтнат Харалд Турнер (1891—1947), генерал-мајор Валтер Фиров (189—19472), виши саветник државне полиције Георг Кисел (1907—1947), мајор шулц полиције Адолф Јостен (1892—1947), пуковник Кал фон Ботмер (1880—1947), мајор Ернест Лудвиг Шулц (1898—1947), поручник Валтер Бене (1898—1947), криминални секретар Франц Тичлер (1897—1947). Смртна казна над осуђеним лицима извршена је током истог месеца.

### 13. март
- У току ноћи 13/14. марта, на Бојањем брду, између Грахова и Нудола, код Никшића, у заседи тројице оперативаца Управе државне безбедности (УДБА) убијен Крсто Поповић (1881—1947), црногорски генерал, један од вођа Божићне побуне (1919), командант Ловћенске бригаде квинслишке Црногорске народне војске током Другог светског рата и вођа одметничких банди. У сукобу са Поповићем, погинуо је оперативац УДБЕ Рако Мугоша (1920—1947), кога је Президијум Народне скупштине ФНРЈ 15. априла за заслуге у Народноослободилачкој борби посмртно одликовао Орденом народног хероја.[3]

### 15. март
- У Београду председник Владе ФНРЈ Јосип Броз Тито примио делегацију омладине Италије, која се налазила у посети Народној омладини Југославије. Пријему је присуствовао и Славко Комар, председник Централног већа НОЈ.[4]

### 16. март
- У Београду, од 16. до 18. марта, одржан Први конгрес Народног фронта Србије, коме је присуствовало 784 делегата из Србије, 228 из Војводине, 113 са Косова и Метохије и 24 госта из осталих република. На Конгресу је изгласан Статут и изабран нови Главни одбор, а за председника Извршног одбора изабран је Благоје Нешковић, председник Владе НР Србије и секретар ЦК КП Србије, који је на Конгресу поднео Реферат Народни фронт у борби за остварење плана. Конгресу је присуствовао и Едвард Кардељ, потпредседник Владе ФНРЈ.[1][2]

- На територији Народне Републике Словеније отпочели избори за месне, среске и градске одборе Ослободилачког фронта Словеније који су трајали до 13. априла.[1]

### 18. март
- У Београду председник Владе ФНРЈ Јосип Броз Тито примио истакнутог члана Републиканске странке и бившег члана Сената САД Харолда Страстена, који је боравио у посети Југославији.[4]

### 22. март
- У Загребу Сабор НР Хрватске расписао опште изборе за месне, котарске, градске, окружне и обласне народне одборе на читавом подручју Народне Републике Хрватске.[1]

### 23. март
- У Новом Саду, од 23. до 24. марта, одржана Трећа конференција Савеза пољопривредних радника Југославије, којој су присуствовали делегати подружница Савеза пољопривредних радника из свих република. На конференцији се расправљало о организационим питањима Савеза, нормама, бригадном систему рада и такмичењу у повећању пољопривредне производње.[1]

### 29. март
- У Београду током заједничке седнице Савезног већа и Већа народа Народне скупштине ФНРЈ, на којој се расправљало о предлогу Општедржавног буџета и Финансијског закона за 1947, дошло до дебате између народног посланика др Драгољуба Јовановића и председника Владе ФНРЈ и министра одбране Јосипа Броза Тита, пошто је Јовановић критиковао „претерану милитаризацију и превелико трошење новца на армију“.[5]